# 에발루나 몬타네르
에발루나 몬타네르(Evaluna Montaner, 1997년 8월 7일 ~ )는 베네수엘라의 배우, 가수, 유튜버이다.